# Madame du Barry (1919)
Madame du Barry, aka Passion (Madame Dubarry, no original), é o título do filme mudo alemão de 1919 do diretor Ernst Lubitsch, baseado na vida de Madame du Barry, amante do rei Luís XV.

## Enredo
Pela história a Queda da Bastilha ocorre depois que a célebre cortesã pede ao rei que liberte um seu amante, Armand, que em seguida ocupa um posto na guarda real; enciumado do rei, este convence ao sapateiro Paillet a iniciar uma revolta contra a realeza.
Durante esses eventos o rei adoece e Armand continua seus movimentos de sublevação popular que acarretam na destruição da prisão da Bastilha e subsequente deflagração da Revolução Francesa e seus tribunais populares.
Com o desenrolar dos fatos, Armand tenta salvar sua amante mas é morto por Paillet, enquanto Du Barry é condenada à morte.